# 이순진
이순진(李淳鎭, 1954년 10월 3일 ~ )은 대한민국의 제39대 합동참모의장을 역임한 군인이다.

## 생애
2015년 10월 7일 합동참모의장에 임명되었다. 합동참모본부 출범 이래 첫 육군3사관학교 출신 합참의장이다.

## 학력
- 1974년 대구고등학교 졸업
- 1977년 육군3사관학교 14기
- 1982년 경북대학교 사범대학 교육학과 졸업
- 2001년 충남대학교 행정대학원 안보정책학 석사

## 진급
- 1977년: 3사 14기 육군 소위 임관
- 2002년: 육군 대령
- 2006년: 육군 준장
- 2009년: 육군 소장
- 2012년: 육군 중장
- 2014년: 육군 대장

## 경력
- 1977.09∼1979.03: 육군 수도기계화보병사단 제203대대 제2중대 소대장 (소위)
- 1979.03∼1982.02: 제109학생군사교육단 교육학학사과정 (중위)
- 1982.02∼1982.08: 육군보병학교 고군반 (대위)
- 1982.08∼1985.01: 육군 제15보병사단 제38연대 제3대대 제10중대장
- 1985.01∼1987.02: 육군 제15보병사단 제38연대 작전장교
- 1987.02∼1988.03: 육군 제15보병사단 제38연대 제4대대 작전과장
- 1988.03∼1989.02: 육군대학 정규과정 (소령)
- 1989.02∼1990.02: 육군 제67보병사단 제190연대 작전과장
- 1990.02∼1991.02: 육군 제50보병사단 작전처 부대훈련장교
- 1991.02∼1992.08: 육군 제50보병사단 작전처 작전장교
- 1992.08∼1994.11: 육군 제25보병사단 제70연대 제4대대장(중령)
- 1994.11∼1997.01: 육군 제5군단 작전처 교육과장
- 1997.01∼1998.04: 육군 제66보병사단 작전처 작전참모
- 1998.04∼1999.12: 육군 교육사령부 지원부 총괄기획장교
- 1999.12∼2002.05: 육군대학 전술학처 방어교관
- 2002.05∼2003.12: 육군 제71보병사단 제163연대장(대령)
- 2003.12∼2004.12: 합참 작전본부 훈련과장
- 2004.12∼2005.12: 합참 작전본부 연습과장
- 2005.12∼2006.11: 육군 2군작전처 교육훈련과장
- 2006.11∼2007.04: 육군 제7보병사단 작전부사단장(준장)
- 2006.11∼2007.04: 한남대 국방전략연구소 정책연수
- 2007.05∼2008.03: 육군 제2군단 참모장
- 2008.03∼2008.04: 육군 제15보병사단 사단장직무대리[8]
- 2008.04∼2009.04: 육군 부사관학교장
- 2009.04∼2011.05: 육군 제2보병사단장(소장)
- 2011.05∼2012.06: 합참 군사지원본부 민군심리전부장
- 2012.06∼2012.10: 합참 군사지원본부장직무대리
- 2012.11∼2014.04: 육군 수도군단장(중장)
- 2014.04∼2014.08: 육군 항공작전사령관
- 2014.08∼2015.09: 육군 제2작전사령관(대장)
- 2015.09∼2017.08: 합동참모본부 합동참모의장
- 한국국가전략연구원 이사
- 2018.03 ~ 2020.12: 성결대학교 교양학부 교수
- 2021.03 ~ : 대구가톨릭대학교 석좌교수
- 국방혁신위 특별자문위원
- 2023.05 ~ : 재단법인 백선엽장군기념재단 자문위원 겸 백선엽장군기념사업회 이사

## 서훈
- 2010년: 보국훈장 천수장
- 2017년: 보국훈장 통일장